# Arte bruta

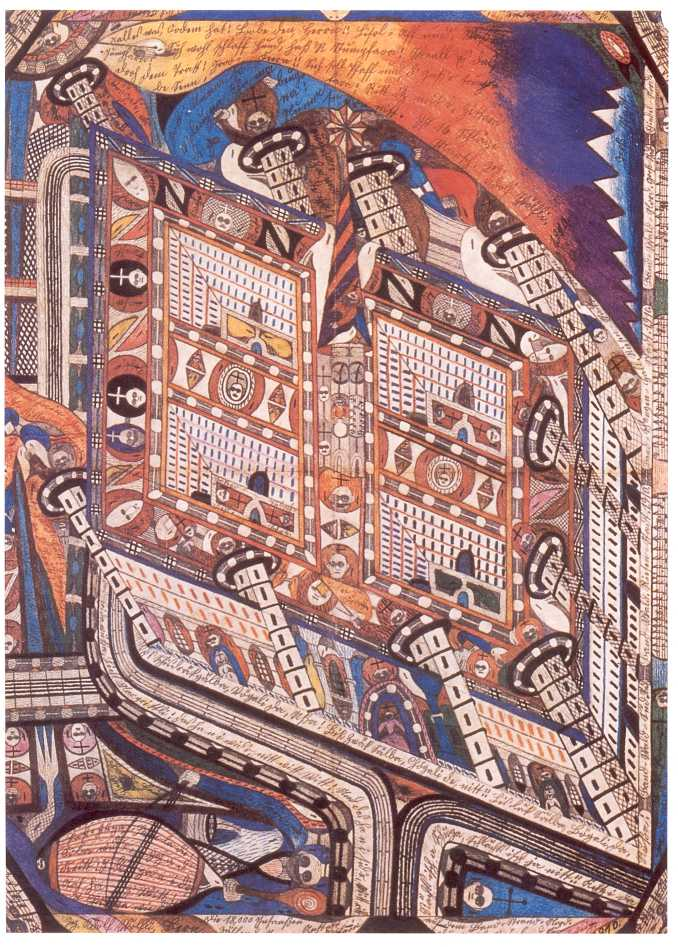
Adolf Wölfli, Irrenanstalt Band-Hain, 1910.

A expressão arte bruta (em francês Art Brut) foi concebida por Jean Dubuffet, em 1945, para designar a arte produzida por criadores livres da influência de estilos oficiais, incluindo as diversas vanguardas, ou das imposições do mercado de arte.
Dubuffet via nesses criadores - oriundos de fora do meio artístico, a exemplo dos internos em hospitais psiquiátricos e os autodidatas isolados não doentes - a forma mais pura de arte. O suíço Adolf Wölfli (1864-1930), que viveu em um asilo de alienados desde 1895 até sua morte, é apontado por Dubuffet como autor símbolo da arte bruta.
Em 1948 é fundada pelo pintor francês Jean Dubuffet a Companhia de Arte Bruta, com o objetivo de constituir uma coleção dessas obras. E Dubuffet fundou em 1976 o museu Collection de L'Art Brut, em Lausane (Suíça) com obras de artistas como Carlo Zineli, Aloïse, Adolf Wolfli, e Henry Darger, o maior museu do género em todo o mundo. Em 1967 acontece exposição importante no Musée des Arts décoratifs de Paris, apresentando uma seleção de 700 obras.
O artista autodidata que desenvolve o seu trabalho criativo, sem influência da arte erudita ou mesmo da arte popular tradicional, responde a uma forte motivação intrínseca e muitas vezes utiliza materiais e técnicas inéditas e improváveis.
O termo Outsider Art foi cunhado pelo crítico de arte Roger Cardinal, em 1972, traduzindo para o inglês o conceito de Art Brut.  De notar que "brut" foi utilizado por Dubuffet no sentido francês de "crua", e dado que em português "bruto" significa pessoa violenta e traduz ideia depreciativa, hoje é mais utilizada a expressão internacional Arte Outsider.
O Museu Miguel Bombarda, em Lisboa, aberto ao público desde 2004 e que se mantém após o encerramento do Hospital em 2011, exibe parte da mais antiga e maior coleção de Arte Outsider/Arte de Doentes de Portugal, com cerca de 5000 obras, abrangendo todas as décadas do século XX, incluindo autores como Jaime Fernandes, José Gomes, Joaquim Demétrio e o poeta-pintor Ângelo de Lima, publicado na Orpheu por Fernando Pessoa.

## Arte dos doentes mentais

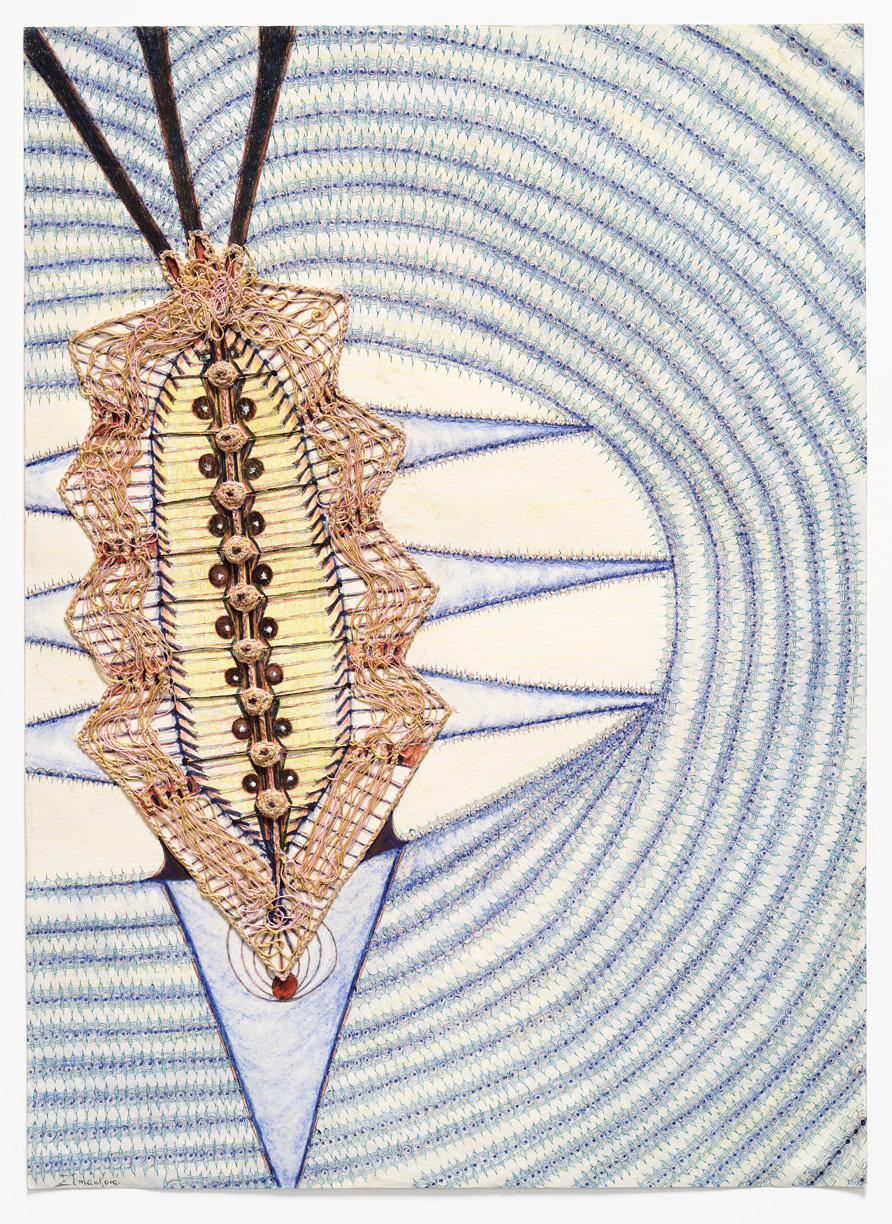
Anna Zemánková, Sem título, década de 1960

O interesse pela arte dos doentes mentais, juntamente com a das crianças e dos criadores da "arte camponesa", foi demonstrado pela primeira vez pelo grupo "Der Blaue Reiter": Wassily Kandinsky, August Macke, Franz Marc, Alexej von Jawlensky e outros. O que os artistas perceberam no trabalho desses grupos foi um poder expressivo nascido de sua aparente falta de sofisticação. Exemplos disso foram reproduzidos em 1912 na primeira e única edição de sua publicação, Der Blaue Reiter Almanac . Durante a Primeira Guerra Mundial, Macke foi morto em Champagne em 1914 e Marc foi morto em Verdun em 1916; a lacuna deixada por essas mortes foi até certo ponto preenchida por Paul Klee, que continuou a se inspirar nesses "primitivos".
O interesse pela arte dos internos de manicômios continuou a crescer na década de 1920. Em 1921, o Dr. Walter Morgenthaler publicou seu livro Ein Geisteskranker als Künstler (Um paciente psiquiátrico como artista) sobre Adolf Wölfli, um paciente mental psicótico sob seus cuidados. Wölfli havia começado a desenhar espontaneamente e essa atividade parecia acalmá-lo. Sua obra mais destacada foi um épico ilustrado de 45 volumes no qual narrou sua própria história de vida imaginária. Com 25.000 páginas, 1.600 ilustrações e 1.500 colagens, é uma obra monumental. Wölfli também produziu um grande número de obras menores, algumas das quais foram vendidas ou doadas. Seu trabalho está exposto na Fundação Adolf Wölfli no Museu de Belas Artes de Berna.
Um momento decisivo foi a publicação de Bildnerei der Geisteskranken (A arte dos doentes mentais) em 1922, de Hans Prinzhorn. Este foi o primeiro estudo formal de trabalhos psiquiátricos, baseado em uma compilação de milhares de exemplos de instituições europeias. O livro e a coleção de arte ganharam muita atenção de artistas de vanguarda da época, incluindo Paul Klee, Max Ernst e Jean Dubuffet.
Pessoas com algum treinamento artístico formal, bem como artistas bem estabelecidos, não estão imunes à doença mental e também podem ser institucionalizadas. Por exemplo, William Kurelek, mais tarde premiado com a Ordem do Canadá por seu trabalho artístico, quando jovem foi internado no Hospital Psiquiátrico Maudsley, onde foi tratado para esquizofrenia. No hospital ele pintou, produzindo The Maze, uma representação sombria de sua juventude torturada. Ele foi transferido do Hospital Maudsley para Netherne de novembro de 1953 a janeiro de 1955, para trabalhar com Edward Adamson (1911–1996), um pioneiro da arteterapia e criador da Coleção Adamson.

## Jean Dubuffet e aart brut
O artista francês Jean Dubuffet ficou particularmente impressionado com Bildnerei der Geisteskranken e começou sua própria coleção dessa arte, que ele chamou de art brut ou arte crua. Em 1948 formou a Compagnie de l'Art Brut junto com outros artistas, incluindo André Breton e Claude Lévi-Strauss. A coleção que ele estabeleceu ficou conhecida como Collection de l'art brut e o curador foi Slavko Kopač por quase três décadas. Ele contém milhares de obras e agora está permanentemente instalado em Lausana, na Suíça.

Dubuffet caracterizou a arte bruta como:

Vista dentro do museu Collection de l'art brut, Lausana

Aquelas obras criadas a partir da solitude e de impulsos criativos puros e autênticos — onde não interferem as preocupações da competição, da consagração e da promoção social — são, por isso mesmo, mais preciosas do que as produções dos profissionais. Depois de uma certa familiaridade com esses floreios de uma febril exaltada, vivida tão plena e intensamente por seus autores, não podemos deixar de sentir que, em relação a essas obras, a arte cultural em seu conjunto parece ser o jogo de uma sociedade fútil, um desfile falacioso.
— Jean Dubuffet, "Place à l'incivisme" (dezembro de 1987 - fevereiro de 1988). A escrita de Dubuffet sobre arte bruta foi o assunto de um programa notável no Art Club de Chicago no início dos anos 1950.

Dubuffet argumentou que a "cultura", ou seja, a cultura dominante, conseguiu assimilar cada novo desenvolvimento da arte e, ao fazê-lo, retirou qualquer poder que pudesse ter. O resultado foi asfixiar a expressão genuína. A arte bruta foi sua solução para esse problema — só a arte bruta era imune às influências da cultura, imune a ser absorvida e assimilada, porque os próprios artistas não queriam ou não podiam ser assimilados.
A defesa da arte bruta por Dubuffet não duraria muito. Estudiosos argumentam que a aversão de Dubuffet pelo mundo da arte mainstream ajudou a garantir que a arte bruta e a Compagnie de l'Art Brut não sobrevivessem comercialmente. Dubuffet mataria a arte bruta como ele a definiu em sua busca por sua autenticidade. Três anos após a formação da Compagnie de l'Art Brut, Dubuffet a dissolveu, cedendo para formar a Collection de l'art brut mais convencional posteriormente. 

## Contexto cultural
O interesse por práticas "intrusas" entre os artistas e críticos do século XX pode ser visto como parte de uma ênfase maior na rejeição de valores estabelecidos no meio da arte modernista. A primeira parte do século XX deu origem ao cubismo e aos movimentos Dada, Construtivista e Futurista na arte, todos os quais envolveram um movimento dramático de afastamento das formas culturais do passado. O dadaísta Marcel Duchamp, por exemplo, abandonou a técnica "pintórica" para permitir que as operações do acaso tenham um papel na determinação da forma de suas obras, ou simplesmente para recontextualizar os objetos "prontos" existentes como arte. Artistas de meados do século, incluindo Pablo Picasso, procuraram inspiração fora das tradições da alta cultura, extraindo artefatos de sociedades "primitivas", arte não escolarizada feita por crianças e gráficos publicitários vulgares. A defesa de Dubuffet da arte bruta — dos insanos e outros à margem da sociedade — é mais um exemplo de arte de vanguarda desafiando valores culturais estabelecidos. Tal como acontece com a análise desses outros movimentos artísticos, o discurso atual indica que a arte bruta está inatamente ligada ao primitivismo devido à sua semelhança no empréstimo de "depatriação" pessoal e exotismo de formas familiares, mas estranhas.

## Terminologia
Vários termos são usados para descrever a arte que é vagamente entendida como "fora" da cultura oficial. As definições desses termos variam e se sobrepõem. Os editores da Raw Vision, uma revista líder no campo, sugerem que "Seja qual for a visão que tenhamos sobre o valor da controvérsia em si, é importante sustentar a discussão criativa por meio de um vocabulário acordado". Consequentemente, eles lamentam o uso de "artista outsider" para se referir a quase qualquer artista não treinado. "Não basta ser destreinado, desajeitado ou ingênuo. Arte outsider é praticamente sinônimo de Art Brut em espírito e significado, para aquela raridade de arte produzida por aqueles que não conhecem seu nome."
- Art Brut/Arte crua: Cunhado por Jean Dubuffet, o termo traduzido literalmente do francês significa "arte bruta".[13][14] "Crua" é análogo no sentido de que não passou pelo processo acadêmico de 'cozinhar': isto é, o mundo das escolas de arte, galerias e museus. A definição original de Dubuffet refere-se estritamente à "arte bruta" criada pelas margens autodidatas e evitadas da sociedade.[10]
- Arte camponesa: A arte camponesa originalmente sugeria artesanato e habilidades decorativas associadas a comunidades camponesas na Europa — embora presumivelmente pudesse se aplicar igualmente a qualquer cultura indígena. Ampliou-se para incluir qualquer produto de artesanato prático e habilidade decorativa — tudo, desde animais com motosserra até edifícios com calotas. Uma distinção fundamental entre arte camponesa e arte bruta é que a arte camponesa tipicamente incorpora formas tradicionais e valores sociais, enquanto a arte bruta mantém uma relação marginal com a corrente dominante da sociedade.
- Arte intuitiva/Arte visionária: os termos gerais preferidos da Raw Vision Magazine para a arte bruta. Descreve-os como termos guarda-chuva deliberados. No entanto, a arte visionária, ao contrário de outras definições aqui, muitas vezes pode se referir ao assunto das obras, que inclui imagens de natureza espiritual ou religiosa. Arte intuitiva é provavelmente o termo mais geral disponível. Intuit: The Center for Intuitive and Outsider Art com sede em Chicago opera um museu dedicado ao estudo e exibição de arte intuitiva e outsider. O American Visionary Art Museum em Baltimore, Maryland, é dedicado à coleção e exibição de arte visionária.
- Arte marginal/Art singulier: Essencialmente o mesmo que Neuve Invention; refere-se a artistas à margem do mundo da arte.
- Arte naïf: Outro termo comumente aplicado a artistas não treinados que aspiram a um status artístico "normal", ou seja, eles têm uma interação muito mais consciente com o mundo da arte dominante do que os artistas de fora.
- Invenção Neuve: Usado para descrever artistas que, embora marginais, têm alguma interação com a cultura dominante. Eles podem estar fazendo arte em meio período, e como hobby, por exemplo. A expressão também foi cunhada por Dubuffet; estritamente falando, refere-se apenas a uma parte especial da Collection de l'art brut.
- Ambientes visionários: Edifícios e parques de esculturas construídos por artistas visionários — desde casas decoradas até grandes áreas que incorporam um grande número de esculturas individuais com um tema fortemente associado. Exemplos incluem Watts Towers de Simon Rodia, Buddha Park e Sala Keoku de Bunleua Sulilat, e o Palais idéal de Ferdinand Cheval.